# 白い巨塔 (映画)
『白い巨塔』（しろいきょとう）は、1966年（昭和41年）10月15日公開の日本映画。大映製作・配給。監督は山本薩夫、主演は田宮二郎。モノクロ、シネマスコープ、149分。
医学界の内幕を描いた山崎豊子の同名小説の映画化作品。独立プロで活躍した社会派監督の山本が、娯楽性を持った政治社会派ドラマの第一人者であることを立証させた記念すべき作品であり、山本並びに主演の田宮の代表作となった。田宮、小沢栄太郎、加藤嘉は1978年のドラマ版でも同じ役を演じた。
劇団俳優座の看板俳優だった仲代達矢が、製作時に山崎からオファーを受けたが、演劇活動とスケジュールが重なり出演を断った旨を後年明かしている。
2001年（平成13年）にはDVDでデジタルリマスター版が発売された。第40回キネマ旬報ベスト・テン第1位。昭和41年度芸術祭賞。

## 映画版の特徴

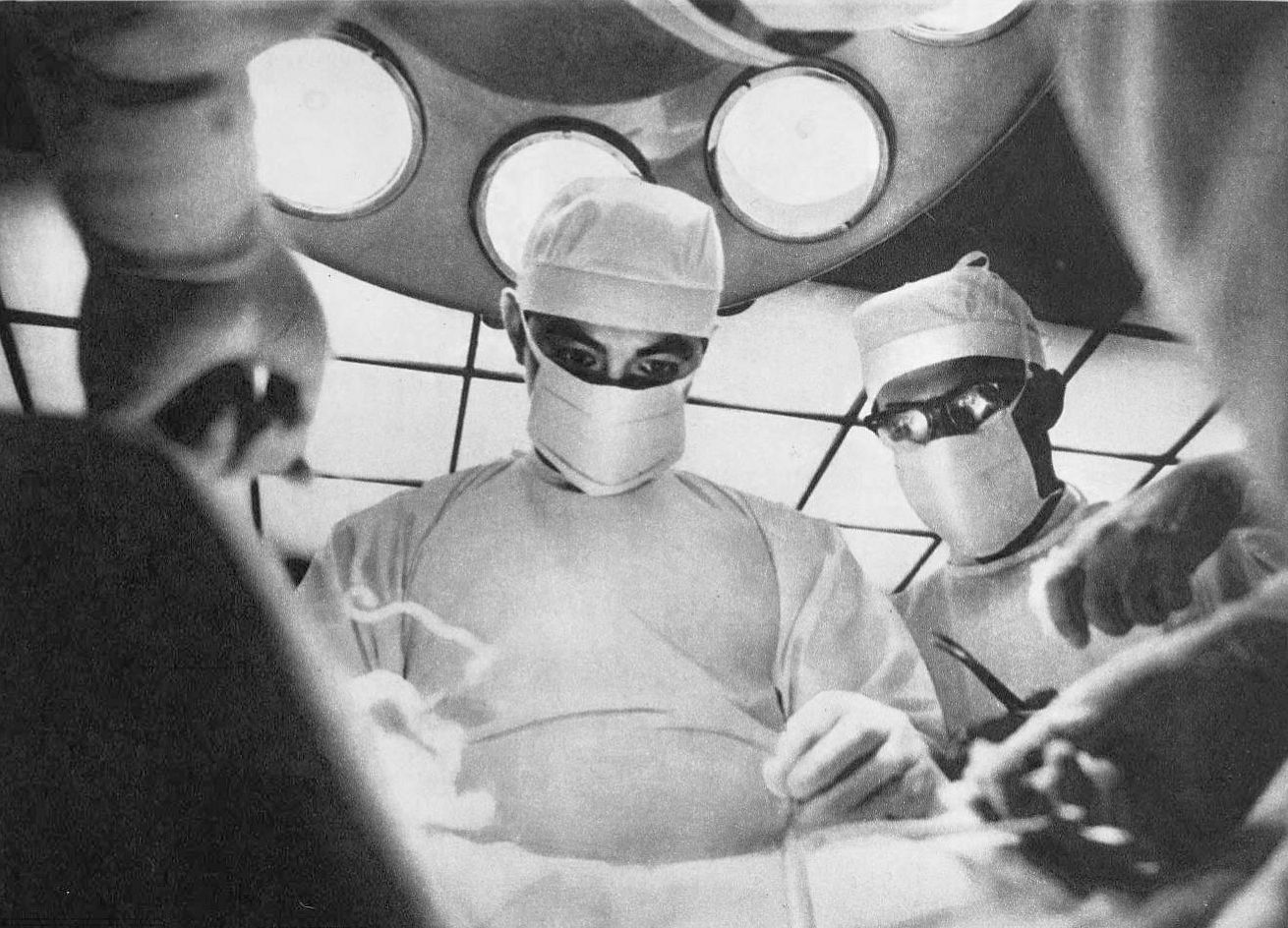
田宮二郎

ストーリーについては、白い巨塔#あらすじを参照。
- オープニングでは、実際の開腹手術の映像が使われ、鮮烈な印象を与える幕開けといえる。作中でも実物の食道を扱うリアルなシーンを数回使っている。
- 財前の特集記事が出るシーンでは、小道具の雑誌に「白い巨塔」が実際に連載されていたサンデー毎日が使われている。また起訴後に自宅に取材に来る記者も同社である。
- 財前の誤診による患者の死亡は財前の海外出張中ではなく、教授選のさなかに起きている。
- 裁判では唐木・洛北大学名誉教授の代わりに、船尾・東都大教授（第1外科教授選で東貞蔵に菊川昇を推薦）を裁判所鑑定人として登場させた。
- 映画化されたのは当時完結していた本編のみであるため、物語は裁判の第一審と里見の辞職で終わっている。

## 出演者
浪速大学
- 財前五郎：田宮二郎

浪速大学医学部第一外科助教授→浪速大学医学部第一外科教授
- 里見脩二：田村高廣

浪速大学医学部第一内科助教授
- 東貞蔵：東野英治郎

浪速大学医学部第一外科教授　→近畿労協病院院長
- 鵜飼雅行：小沢栄太郎

浪速大学医学部第一内科教授、浪速大学医学部長
- 大河内清作：加藤嘉

浪速大学医学部病理学教授（浪速大学前医学部長）
- 今津：下條正巳

浪速大学医学部第二外科教授
- 野坂：加藤武

浪速大学医学部整形外科教授
- 葉山：須賀不二男

浪速大学医学部産婦人科教授
- 乾：北原義郎

浪速大学医学部皮膚科教授
- 河合：夏木章

浪速大学医学部小児科教授
- 川西：伊東光一

浪速大学医学部耳鼻咽喉科教授
- 金井達夫：杉田康

浪速大学医学部第一外科講師→浪速大学医学部第一外科助教授
- 佃友博：高原駿雄

浪速大学医学部第一外科医局長→浪速大学医学部第一外科講師
- 安西：早川雄三

浪速大学医学部第一外科医局員→浪速大学医学部第一外科医局長
- 柳原弘：竹村洋介

浪速大学医学部第一外科医局員（佐々木庸平担当医）
- 亀山君子：岡崎夏子

浪速大学医学部付属病院第一外科病棟婦長
- 藤田：小山内淳

浪速大学医学部事務長
- 浪速大学医学部第一外科助手：山根圭一郎

- 花森ケイ子：小川真由美

財前五郎の愛人、バー「アラジン」のホステス
- 東佐枝子：藤村志保

東貞蔵・東政子の娘
- 財前杏子：長谷川待子

財前五郎の妻、財前又一の実娘
- 里見三知代：白井玲子

里見脩二の妻
- 里見好彦：村井徹（ノンクレジット）

里見脩二・三知代の息子
- 黒川きぬ：瀧花久子

財前五郎の実母
- 黒川五郎：安瀬充（ノンクレジット）

財前五郎の少年期
- 財前又一：石山健二郎

財前五郎の義父、大阪市北区医師会副会長、財前産婦人科医院院長
- 岩田重吉：見明凡太朗

岩田病院院長、大阪市北区医師会会長
- 鍋島貫治：潮万太郎

鍋島外科病院院長、大阪市議会議員、浪速大学医学部同窓会幹部
- 東政子：岸輝子

東貞蔵の妻、くれない会前副幹事
- 船尾厳：滝沢修

東都大学医学部第二外科教授
- 菊川昇：船越英二

金沢大学医学部外科教授
- 佐々木庸平：南方伸夫

繊維業「佐々木商店」社長、胃癌患者
- 佐々木よし江：村田扶実子

佐々木庸平の妻
- 関口仁：鈴木瑞穂

第一審原告側弁護士、関口法律事務所所長
- 河野正徳：清水将夫

第一審被告側弁護士、河野法律事務所所長、大阪弁護士会会長
- 大阪地方裁判所の裁判長：松下達夫（ポスターでは永田靖）

- 時江：浜世津子

「扇家」の女将、財前又一の愛人
- 村井：河原侃二

村井医院経営者
- 田舎の婦人：平井岐代子
- 看護婦：天池仁美
- 芸者：赤沢未知子
- 女秘書：福原真理子
- 谷謙一
- 武江義雄
- 春本泰男
- 藍三千子
- 一條淳子
- 松浦いづみ
- 大川千恵子

## スタッフ
- 監督：山本薩夫
- 製作：永田雅一
- 企画：財前定生、伊藤武郎
- 原作：山崎豊子
- 脚本：橋本忍
- 撮影：宗川信夫
- 美術：間野重雄
- 録音：奥村雅弘
- 照明：柴田恒吉
- 音楽：池野成
- 編集：中静達治
- 助監督：岡崎明
- 製作担当者：沼田芳造
- スクリプター：大葉博一
- 俳優協力：劇団俳優座、劇団ひまわり
- 撮影協力：聖路加病院

## 受賞
- 第40回キネマ旬報ベスト・テン 日本映画 第1位、日本映画監督賞、脚本賞
- 第21回毎日映画コンクール 日本映画大賞、監督賞、脚本賞
- 第17回ブルーリボン賞 作品賞、脚本賞
- 第21回芸術祭賞
- 第5回モスクワ国際映画祭 銀賞

## その他
- ロケーションでは、撮影場所を提供してくれる医療機関がなかなか見つからず、川崎市多摩区の明治大学生田校舎が主に使われた[4]。